# Михайлівка (Скадовський район)
Миха́йлівка — село в Україні, у Скадовському районі Херсонської області. Населення становить 2152 осіб.

## Історія
Заснована Михайлівка (Красної волості, Дніпровського повіту, Таврійської губернії, Російська імперія) в 1833 р. Вона належала генерал-лейтенанту Потьє Карлу Івановичу (1786—1855) — інженеру, педагогу, якому уряд виділив у цій місцевості 6956 десятин землі. Поміщик пересилив сюди своїх кріпаків з Лукояновського повіту Нижегородської губернії. Через два роки тут налічувалося 20 дворів і проживало 258 чоловік. Основним заняттям жителів було скотарство і баштанництво. Після опублікування царського маніфесту від 19 лютого 1861 р. селян перевели на становище тимчасово-зобов'язаних. Колишнім кріпакам (175 ревізьких душ) було виділено 1137,5 десятин землі. Їх селяни повинні були викуповувати протягом 49 років.
Станом на 1886 рік в селі Красної волості Дніпровського повіту Таврійської губернії мешкала 591 особа, налічувалось 92 двори, існували молитовний будинок та 3 лавки. Перший навчальний заклад — земська школа — відкрилася в селі в 1872 р.
На початку XX століття місцеві багатії збудували 4 млини.
На початку вересня 2015 у селі проведено акт декомунізації — повалено гіпсовий бюст на честь російського терориста Володимира Ульянова.
24 лютого 2022 року село тимчасово окуповане російськими військами під час російсько-української війни.

## Населення
Згідно з переписом УРСР 1989 року чисельність наявного населення села становила 1990 осіб, з яких 922 чоловіки та 1068 жінок.
За переписом населення України 2001 року в селі мешкало 2130 осіб.

### Мова
Розподіл населення за рідною мовою за даними перепису 2001 року:
| Мова       | Відсоток |
| ---------- | -------- |
| українська | 67,01 %  |
| російська  | 30,90 %  |
| вірменська | 1,49 %   |
| молдовська | 0,23 %   |
| білоруська | 0,14 %   |
| німецька   | 0,05 %   |

## Відомі люди
- Шульга Іван Миколайович (1889—1956) — уродженець Михайлівки, художник-живописець, графік, заслужений діяч мистецтв УРСР (з 1946 р.). Почесний громадянин міста Скадовська (посмертно).